# 데인 클라크

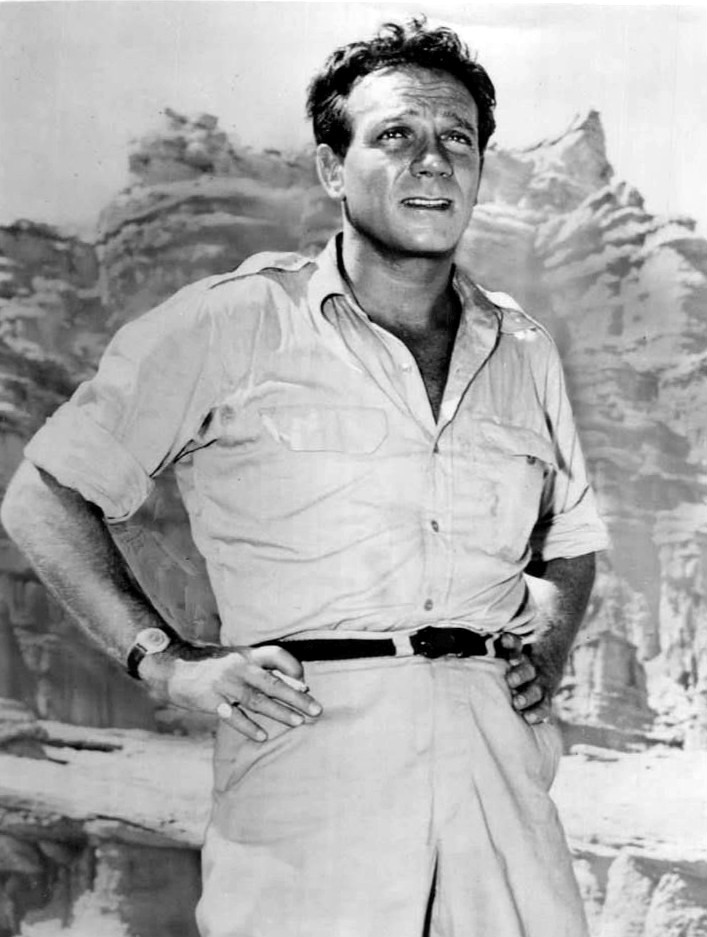

데인 클라크(영어: Dane Clark, 1912년 2월 26일 ~ 1998년 9월 11일)는 미국의 배우이다.
본명은 버나드 잰빌(Bernard Zanville)이다. 브루클린에서 태어났으며 샌타모니카에서 사망하였다.

## 영화
- 마피아 신부 (1988년)
- 꿈꾸는 낙원 (1978년)
- 용감한 형제 (1977년)
- 여형사 페페 (1974년)
- 경찰 초년병 (1972년)
- 하와이 5-0수사대 (1968년)
- 아이언 사이드 (1967년)
- 더 듀퐁트 쇼 오브 더 위크 (1961년)
- 벤 케이시 (1961년)
- 추격 (1959년)
- 포트 오브 헬 (1954년)
- 클라이막스! (1954년)
- 문라이징 (1948년)
- 스톨렌 라이프 (1946년)
- 해병의 자부심 (1945년)
- 헐리우드 캔틴 (1944년)
- 천국은 기다려준다 (1943년)
- 데스티네이션 도쿄 (1943년)
- 더 글래스 키 (1942년) - 헨리 슬로스 역